# 149157 Stephencarr
149157 Stephencarr este o planetă minoră (asteroid) din centura de asteroizi. A fost descoperită pe 20 martie 2002 la Observatorul Național Kitt Peak de Marc Buie⁠(d). 
Obiectul prezintă o orbită caracterizată de o semiaxă mare de 3,1278698133707 UAi, o excentricitate de 0,14, o înclinație de 4,1 ° în raport cu ecliptica.